# Fire and Blood
"Fire and Blood"  (em português:  "Fogo e Sangue") é o décimo e último episódio da primeira temporada da série de fantasia medieval Game of Thrones, que foi ao ar em 19 de junho de 2011 pela HBO. Foi escrito pelos criadores da série David Benioff e D. B. Weiss e dirigido por Alan Taylor.
O título do episódio se refere ao lema da Casa Targaryen: "Fogo e Sangue". A ação do episódio fira em torno da reação dos Stark acerca da morte de seu patriarca, Eddard: Sansa fica como refém, Arya foge disfarçada, Robb e Catelyn lideram um exército contra os Lannister e Jon Snow luta contra sua lealdade dividida. Do outro lado do Mar Estreito, Daenerys deve lidar com a magia de sangue que lhe tirou seu marido, filho e exército.
O episódio foi assistido inicialmente por 3 milhões de espectadores, a mais alta audiência da temporada. "Fire and Blood" foi bem recebido pelos críticos, que destacaram a cena final como um modo particularmente forte para encerrar a primeira temporada. O episódio foi indicado a um Primetime Emmy Award de Melhor Efeitos Visuais.

## Enredo

### No Norte
Bran (Isaac Hempstead-Wright) faz Osha (Natalia Tena) carregá-lo até a cripta da família Stark. Lá, eles encontram seu irmãos mais novo, Rickon (Art Parkinson), e seu lobo gigante, Cão Felpudo. Ambos os irmãos tiveram o mesmo sonho sobre seu pai. Osha garante à Bran que o sonho foi nada mais que um sentimento de saudade, porém Meistre Luwin (Donald Sumpter) solenemente chega e os informa da morte de Eddard.
No acampamento Stark, Catelyn (Michelle Fairley) conforta seu filho Robb (Richard Madden), que está sofrendo pela morte de seu pai. Robb promete que todos os Lannister vão pagar pelo que fizeram, porém Catelyn diz que eles devem primeiro resgatar Arya e Sansa. Enquanto os Stark sentam no conselho junto com seus vassalos para discutir se eles devem apoiar Stannis ou Renly Baratheon, ambos os quais desafiaram o direito de Joffrey ao trono, Lorde Grande-Jon Umber (Clive Mantle) sugere que o Norte deve se separar dos Sete Reinos. Os outros vassalos e Theon Greyjoy (Alfie Allen) concordam e proclamam Robb como "O Rei do Norte". Mais tarde, Catelyn interroga Jaime Lannister (Nikolaj Coster-Waldau) sobre o porque dele ter empurrado Bran, porém o Regicida se recusa a responder.

### Em Porto Real
Joffrey (Jack Gleeson) leva Sansa (Sophie Turner) para uma pequena ponte de madeira no alto da Fortaleza Vermelha e a força a olhar para as cabeças de seu pai e outros membros da comitiva Stark montados em espigões. Quando Joffrey lhe conta sobre seus planos de em breve ter a cabeça de Robb também, Sansa desafiadoramente diz que seu irmão irá matá-lo, algo que faz Joffrey mandar um de seus guardas baterem nela. Enquanto Sansa contempla a oportunidade de empurrar Joffrey da ponte, ela é impedida por Sandor Clegane (Rory McCann), que gentilmente limpa o sangue de sua boca e diz para ela não resisitr à Joffrey para sua própria segurança.
Enquanto isso, Arya (Maisie Williams), depois de ser resgatada por Yoren (Francis Magee), se disfarça como um menino chamado "Arry" para poder escapar com Yoren e seus novos recrutas da Patrulha da Noite. Depois de dois meninos tentarem roubar sua espada, Arya ameaça matá-los até Gendry (Joe Dempsie), filho bastardo do Rei Robert, os afugenta. Depois de uma rápida conversa, Arya e Gendry partem com a caravana de Yoren para a Muralha.

### No acampamento Lannister
Lorde Tywin (Charles Dance) e seus aliados comentam sobre seus recentes reveses, já que eles não apenas perderam para os Stark e tiveram Jaime capturado, mas agora eles devem enfrentar a nova ameaça dos irmãos Baratheon. Devido as ações de seu neto, Tywin ordena que Tyrion (Peter Dinklage) vá à Porto Real em seu lugar como Mão do Rei para que eles possam controlar Joffrey se Cersei falhar. Apesar de seu pai tê-lo proíbido, Tyrion leva Shae (Sibel Kekilli) para Porto Real.

### Na muralha
Jon (Kit Harington) tenta desertar da Patrulha da Noite para se juntar à Robb e vingar seu pai, apesar de Sam (John Bradley) tentar impedí-lo. Depois de ser perseguido por Sam, Pyp (Josef Altin) e Grenn (Mark Stanley), Jon concorda em retornar para a Muralha antes de sua saída ser notada. Na manhã seguinte, Lorde Comandante Mormont (James Cosmo) revela à Jon que ele sabia o que o último fez na noite passada, mas mesmo assim ele quer que Jon se junte a ele em uma expedição para além da muralha para lidar com as ameaças dos Selvagens e dos Vagantes Brancos, além de procurar por Benjen Stark.

### Além do Mar Estreito
Daenerys (Emilia Clarke) acorda, e descobre por Sor Jorah (Iain Glen) que seu filho não nascido morreu, já que sua vida foi usada pelo feitiço de Mirri Maz Duur (Mia Soteriou) para salvar a de Khal Drogo (Jason Momoa). Entretanto, Drogo é deixado em estado vegetativo do qual ele não vai se recuperar, fazendo com que a maioria do khalasaar o deixe. Daenerys acusa Mirri de enganá-la por não avisar sobre o preço real do feitiço de sangue, porém Mirri responde de que ela fez isso como vingança por seu vilarejo e povo. Incapaz de ver o marido dessa forma, Daenerys o sufuca para acabar com seu sofrimento.
Enquanto Daenerys e seus seguidores constrõem um pira funerária para Drogo, ela coloca seus ovos de dragão na pira. Ela então ordena que Jorah amarre Mirri na pira também. Com a pira queimando, Daenerys declara para seus poucos seguidores que eles irão começar um novo khalasaar com ela como rainha. Apesar das preocupações de Jorah de que Daenerys queira morrer com seu marido, ela diz para ele não se preocupar e entra na pira. Quando chega a manhã, Jorah e o resto da tribo ficam surpreendidos ao descobrirem que Daenerys não apenas sobreviveu ao fogo ilesa, porém ela também está carregando três bebês dragões com ela. Atônitos ao verem os dragões, todos se ajoelham à Daenerys, a proclamando como sua nova khaleesi.

## Produção

### Roteiro
"Fire and Blood" foi escrito pelos criadores e produtores executivos da série, David Benioff e D. B. Weiss, baseado no livro original de George R. R. Martin. Os capítulos do livro abrangidos neste episódio são o 66 ao 73 (Arya V, Bran VII, Sansa VI, Daenerys IX, Tyrion IX, Jon IX, Catelyn XI e Daenerys X). O episódio também inclui conteúdos de A Clash of Kings: Arya I, Catelyn VII e Jon I.
Entre as cenas novas escritas espiecificamente para o episódio estão: a conversa de Catelyn e Robb quando as notícias da morte de Eddard chegam, a relação de Cersei e Lancel (algo não revelado até A Clash of Kings), Pycelle e Ros e mais uma conversa entre Mindinho e Varys.

## Recepção

### Audiência
"Fire and Blood", em sua primeira exibição, atraiu 3 milhões de espectadores, o maior número de toda a temporada. Somando-se os números de sua primeira reprise, que foi ao ar na mesma noite, o número total de espectadores chegou a 3.9 milhões, também o maior da temporada.